# Léonie Sonning
Anna Leontina 'Léonie' Sonning, (født 1. maj 1887 i Lund, død 16. marts 1970 i København) var en dansk mæcen og stifter af Léonie Sonnings Musikfond, der blandt andet uddeler Léonie Sonnings Musikpris.
I 1923 blev hun gift med redaktør Carl Johan Sonning.
Hun er begravet på Frederiksberg Ældre Kirkegård.